# 臨床心理修士（専門職）
臨床心理修士（専門職）（りんしょうしんりしゅうし せんもんしょく）とは、臨床心理学を学び修めたものに対して授与されることのある専門職学位である。
大学院（専門職学位課程）が、これを授与する。

## 学位の認証

### 日本
九州大学、鹿児島大学、帝京平成大学、関西大学、帝塚山学院大学、広島国際大学がこの学位を授与している。